# Diócesis de Apartadó
La diócesis de Apartadó (en latín: Dioecesis Apartadoënsis) es una circunscripción eclesiástica de la Iglesia católica en Colombia. Se trata de una diócesis latina, sufragánea de la arquidiócesis de Santa Fe de Antioquia. Desde el 19 de marzo de 2024 su obispo es Carlos Alberto Correa Martínez.

## Territorio y organización
La diócesis tiene 26 000 km² y extiende su jurisdicción sobre los fieles católicos de rito latino residentes en los departamentos de:
- Antioquia, comprendiendo los municipios de: Apartadó, Arboletes, Carepa, Chigorodó, Mutatá, Necoclí, San Juan de Urabá, San Pedro de Urabá y Turbo;
- Chocó, comprendiendo los municipios de: Acandí, Carmen del Darién, Nuevo Belén de Bajirá (creado en 2022 con área disputada por Antioquia), Riosucio y Unguía.

Limita al norte con el mar Caribe, al nordeste con la diócesis de Montería, al este con la diócesis de Montelíbano, al sureste con la arquidiócesis de Santa Fe de Antioquia, al sur con la diócesis de Quibdó, al suroeste con la diócesis de Istmina-Tadó, y al noroeste con la diócesis de Chitré y la diócesis de Colón-Kuna Yala (ambas en Panamá).
La sede de la diócesis se encuentra en la ciudad de Apartadó, en donde se halla la Catedral de Nuestra Señora del Carmen.
En 2022 en la diócesis existían 43 parroquias agrupadas en 5 vicarías foráneas:
Vicaría de San Sebastián
Tiene en su jurisdicción las parroquias de los municipios de Carepa, Chigorodó y Mutatá, todos ubicados en el departamento de Antioquia:
- Nuestra Señora del Carmen, Mutatá;
- Divina Providencia, vereda Jurado, Chigorodó;
- Nuestra Señora de Belén, Nuevo Belén de Bajirá;
- San Sebastián, Chigorodó;
- Divino Niño, barrio 10 de Enero, Chigorodó;
- María Auxiliadora, barrio Brisas del Río, Chigorodó;
- San Pedro Claver, barrio El Bosque, Chigorodó;
- San Isidro Labrador, barrio Pueblo Nuevo, Carepa;
- San Martín de Porres, barrio Gaitán, Carepa;
- Nuestra Señora de Guadalupe, Carepa;
- La Anunciación, corregimiento Zungo Embarcadero, Carepa.

Vicaría de la Divina Eucaristía
Tiene bajo su jurisdicción las parroquias del municipio de Apartadó, del departamento de Antioquia:
- Sagrado Corazón de Jesús, corregimiento El Reposo;
- San Francisco de Asís, barrio Pueblo Nuevo;
- Divina Eucaristía;
- Inmaculada Concepción, barrio Vélez;
- Nuestra Señora la Antigua-catedral;
- San Fernando Rey, barrio San Fernando;
- San José Obrero, barrio Antonio Roldan;
- Divino Ecce Homo, barrio Obrero Bloque 3;

Vicaría Nuestra Señora del Carmen
Tiene bajo su jurisdicción las parroquias del municipio de Turbo, del departamento de Antioquia:
- San José, corregimiento Nueva Colonia;
- María Auxiliadora, corregimiento Nueva Antioquia;
- Santa Cruz, corregimiento Currulao;
- Santísima Trinidad, corregimiento El Tres;
- Divino Niño;
- Nuestra Señora del Carmen, barrio Centro;
- Divino Ecce Homo, barrio La Playa;
- Santísima Trinidad, barrio Brisas del Mar.

Vicaría de Santa María de la Antigua
Tiene bajo su jurisdicción las parroquias en los municipios Acandí, Unguia, Riosucio y El Carmen del Darién, todos ubicados en el departamento del Chocó:
- San Pedro Apóstol, Gilgal, Unguia;
- San Isidro Labrador, Balboa, Unguia;
- Sagrada Familia, Unguía;
- Nuestra Señora del Carmen, Riosucio;
- Nuestra Señora del Carmen, Acandí;
- Nuestra Señora del Carmen, Capurganá, Acandí;
- Niña María, El Carmen del Darién.

Vicaría San Juan de la Cruz
Tiene en su jurisdicción las parroquias de los municipios de Arboletes, Necocli, San Juan de Uraba y San Pedro de Uraba, todos ubicados en el departamento de Antioquia:
- Espíritu Santo, corregimiento El Totumo, Necoclí;
- Nuestra Señora del Carmen, Necoclí;
- San Juan de la Cruz, San Juan de Urabá;
- Inmaculada Concepción, Arboletes;
- San Pedro Apóstol, San Pedro de Urabá;
- Nuestra Señora de la Candelaria, corregimiento Candelaria, Arboletes.

## Historia
La diócesis fue erigida el 18 de junio de 1988 mediante la bula Quo aptius del papa Juan Pablo II, derivando el territorio del vicariato apostólico de Quibdó (hoy diócesis de Quibdó) y de la diócesis de Antioquia, que al mismo tiempo fue elevada al rango de arquidiócesis metropolitana, asumiendo el nombre de arquidiócesis de Santa Fe de Antioquia. Isaías Duarte Cancino fue nombrado como su primer obispo, el cual tomó posesión el 19 de agosto siguiente. 
El 18 de marzo de 1997 Tulio Duque Gutiérrez fue nombrado obispo y tomó posesión canónica el 19 de abril siguiente; no obstante, fue nombrado obispo de la diócesis de Pereira en 2001, siendo reemplazado por Héctor Salah Zuleta como administrador apostólico. En 2002 Germán García Isaza fue nombrado obispo, tomando posesión el 27 de abril. Murió el 11 de octubre de 2006 y fue sucedido por Luis Adriano Piedrahíta Sandovao.
En 1990 se estableció el seminario menor, y al año siguiente también el mayor, dedicado a santa María la Antigua.
En 1992 se inauguró el santuario de Santa María la Antigua, con motivo del quinto centenario de la evangelización de América.

## Estadísticas
Según el Anuario Pontificio 2023 la diócesis tenía a fines de 2022 un total de 497 568 fieles bautizados.
| Año                                                                             | Población            | Población | Población      | Sacerdotes | Sacerdotes    | Sacerdotes    | Bautizados por sacerdote | Diáconos permanentes | Religiosos | Religiosos | Parroquias |
| Año                                                                             | Bautizados católicos | Total     | % de católicos | Total      | Clero secular | Clero regular | Bautizados por sacerdote | Diáconos permanentes | Varones    | Mujeres    | Parroquias |
| ------------------------------------------------------------------------------- | -------------------- | --------- | -------------- | ---------- | ------------- | ------------- | ------------------------ | -------------------- | ---------- | ---------- | ---------- |
| 1990                                                                            | 326 000              | 356 000   | 91.6           | 31         | 24            | 7             | 10 516                   | 1                    | 8          | 58         | 21         |
| 1999                                                                            | 360 000              | 400 000   | 90.0           | 47         | 41            | 6             | 7659                     |                      | 12         | 94         | 30         |
| 2000                                                                            | 360 000              | 400 000   | 90.0           | 48         | 42            | 6             | 7500                     |                      | 12         | 95         | 31         |
| 2001                                                                            | 400 000              | 500 000   | 80.0           | 57         | 52            | 5             | 7017                     |                      | 11         | 95         | 32         |
| 2002                                                                            | 400 000              | 500 000   | 80.0           | 66         | 60            | 6             | 6060                     |                      | 11         | 90         | 32         |
| 2003                                                                            | 350 000              | 500 000   | 70.0           | 66         | 62            | 4             | 5303                     |                      | 10         | 95         | 37         |
| 2004                                                                            | 350 000              | 500 000   | 70.0           | 68         | 64            | 4             | 5147                     |                      | 10         | 95         | 37         |
| 2006                                                                            | 362 000              | 516 000   | 70.2           | 62         | 55            | 7             | 5838                     |                      | 14         | 94         | 38         |
| 2012                                                                            | 393 000              | 558 000   | 70.4           | 55         | 50            | 5             | 7145                     |                      | 10         | 116        | 42         |
| 2015                                                                            | 407 600              | 577 000   | 70.6           | 63         | 58            | 5             | 6469                     |                      | 8          | 35         | 42         |
| 2018                                                                            | 495 000              | 656 520   | 75.4           | 55         | 52            | 3             | 9000                     |                      | 5          | 95         | 43         |
| 2020                                                                            | 497 100              | 667 540   | 74.5           | 55         | 52            | 3             | 9038                     |                      | 5          | 95         | 43         |
| 2022                                                                            | 497 568              | 668 700   | 74.4           | 58         | 55            | 3             | 8578                     |                      | 5          | 87         | 43         |
| Fuente: Catholic-Hierarchy, que a su vez toma los datos del Anuario Pontificio. |                      |           |                |            |               |               |                          |                      |            |            |            |

## Episcopologio
- Isaías Duarte Cancino † (18 de junio de 1988-19 de agosto de 1995 nombrado arzobispo de Cali)
- Tulio Duque Gutiérrez, S.D.S. (18 de marzo de 1997-25 de julio de 2001 nombrado obispo de Pereira)
- Germán García Isaza, C.M. † (1 de marzo de 2002-11 de octubre de 2006 falleció)
- Luis Adriano Piedrahita Sandoval † (3 de julio de 2007-5 de agosto de 2014 nombrado obispo de Santa Marta)
- Hugo Alberto Torres Marín (29 de septiembre de 2015-25 de enero de 2023 nombrado arzobispo de Santa Fe de Antioquia)[nota 1]
- Carlos Alberto Correa Martínez, desde el 19 de marzo de 2024